# Argentré-du-Plessis
Argentré-du-Plessis (en bretó Argantreg-ar-Genkiz, en gal·ló Arjantrae) és un municipi francès, situat a la regió de Bretanya, al departament d'Ille i Vilaine. L'any 2006 tenia 4.021 habitants.

## Demografia
| 1962                                       | 1968  | 1975  | 1982  | 1990  | 1999  |
| ------------------------------------------ | ----- | ----- | ----- | ----- | ----- |
| 2.265                                      | 2.422 | 2.765 | 3.045 | 3.329 | 3.614 |
| Des de 1962: població sense dobles comptes |       |       |       |       |       |

## Administració
| Període | Identitat      | Partit        |
| ------- | -------------- | ------------- |
| 1995-   | Émile Blandeau | Divers droite |